# Maják Osmussaar
Maják Osmussaar (estonsky: Osmussaare tuletorn) je pobřežní maják, který stojí na severovýchodním útesu ostrova Osmussaar v estonském kraji Läänemaa ve Finském zálivu.
Maják je ve správě Estonského úřadu námořní dopravy (Veeteede Amet, EVA), kde je veden pod registračním číslem 425.

## Historie
První písemný záznam o potřebě postavit na ostrově Osmussaar pochází z roku 1658. V roce 1765 byla postavená dřevěná věž na kraji útesu. V roce 1804 byla vybavena novým světelným katoptrickým zařízením, které obsahovalo 24 lamp s reflektory. Vlivem eroze byla v roce 1842 věž zničena. V roce 1850 byla postavena nová osmnáct metrů vysoká kamenná věž, která byla od okraje erodujícího útesu vzdálená více než 120 metrů. V roce 1869 byl postaven obytný dům pro strážce majáku a sauna. Světlo ve výšce 29 m nad mořem mělo dosvit 11 nm. V roce 1875 původně červená věž byla zvýšená o 5 m a přemalována černo–bílými pásy. Maják byl vybaven Fresnelovou čočkou. V roce 1880 bylo zavedeno petrolejové osvětlení a postavena nádrž na petrolej. V roce 1902 bylo nahrazeno elektrickým osvětlením. V roce 1903 byla instalována siréna, která varovala lodi za mlhy.
V období první světové války byly všechny budovy patřící majáku zničeny, zůstala pouze věž majáku. V roce 1923 byl postaven nový obytný dům. V roce 1941 byla věž majáku zničena před Němci ustupujícími vojsky Rudé armády. V roce 1946 byla postavena provizorní 28 metrů vysoká dřevěná věž ve tvaru pyramidy. Nový železobetonový maják byl dostavěn v roce 1954. V roce 1998 byla instalována nová lucerna.
Generální oprava a rekonstrukce byla provedena v roce 1998. V roce 2016 byly instalovány LED svítilny. Na maják byly instalovány sluneční panely.

## Popis
Válcová železobetonová věž vysoká 35 metrů ukončená dvěma ochozy s lucernou. Čtyřpatrová věž je posazena na patrové čtvercové základně zdobené bosáží a se vstupem s obloukovým portálem. Maják je bílý s třemi černými širokými pruhy. Nad prvním ochozem, který je nesen na konzolách, pokračuje válcová věž v černé barvě a je ukončena korunní římsou. Dva metry vysoká lucerna je posazena na užší válcové základně a je zakončená černou kopulí. Uvnitř věže je točité schodiště.

## Data
zdroj
- výška světla 39 m n. m.
- dosvit 11 námořních mil
- dva záblesky bílého světla v intervalu 18 sekund
- sektor: 0°–360°

označení
- Admiralty: C3760
- ARLHS: EST-009
- NGA: 12748
- EVA 425

## Galerie

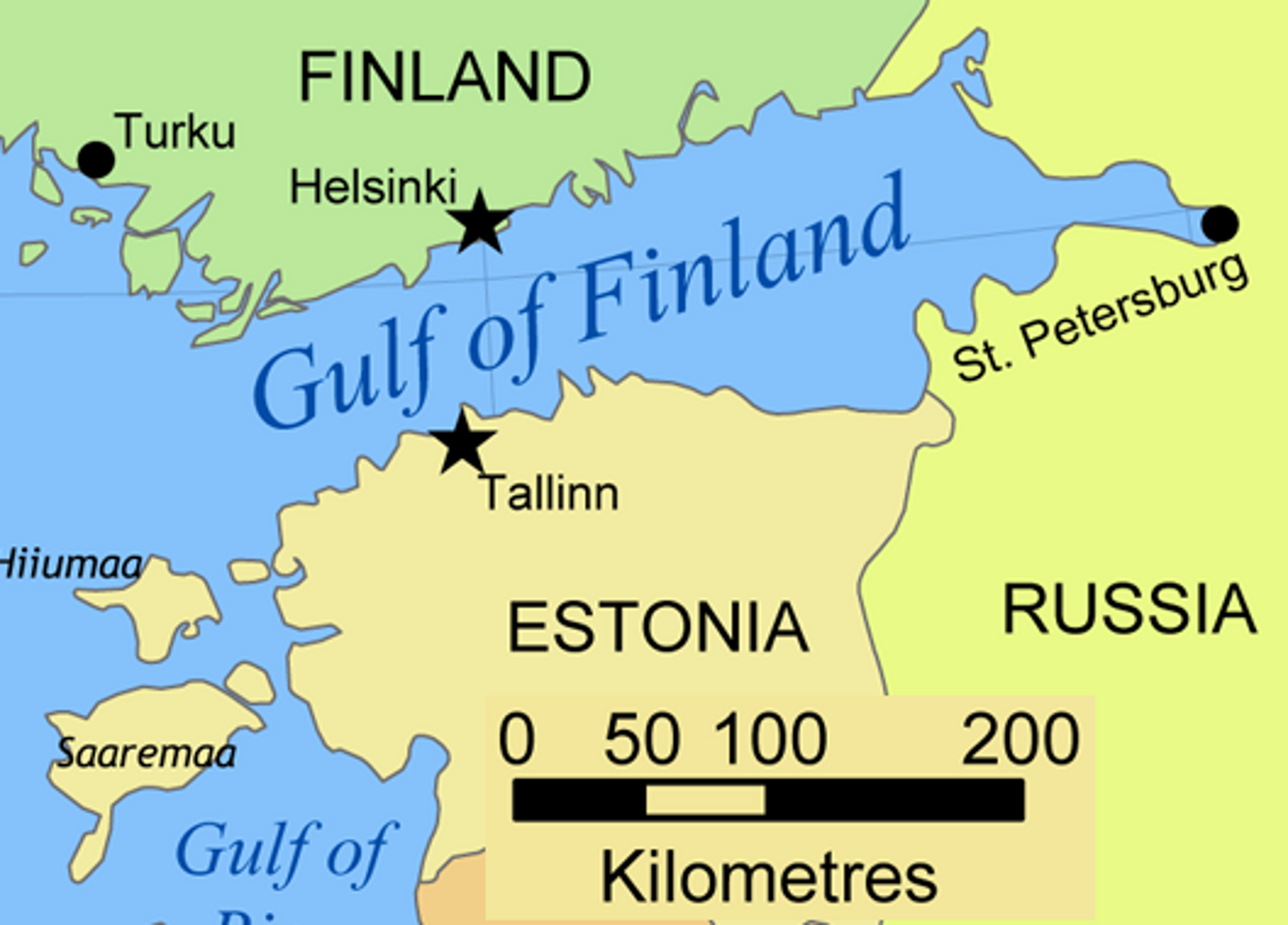
Finský záliv
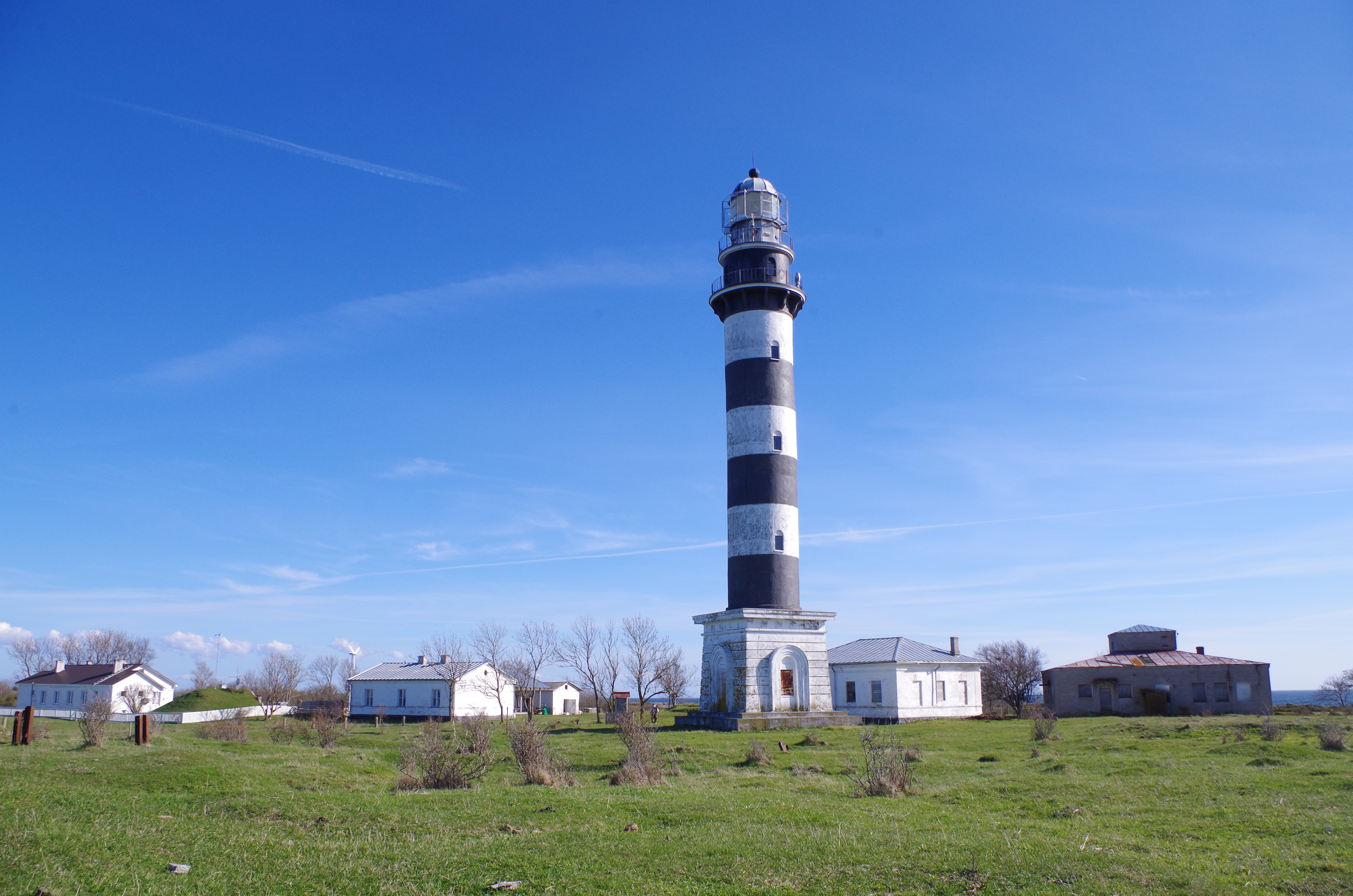
Maják
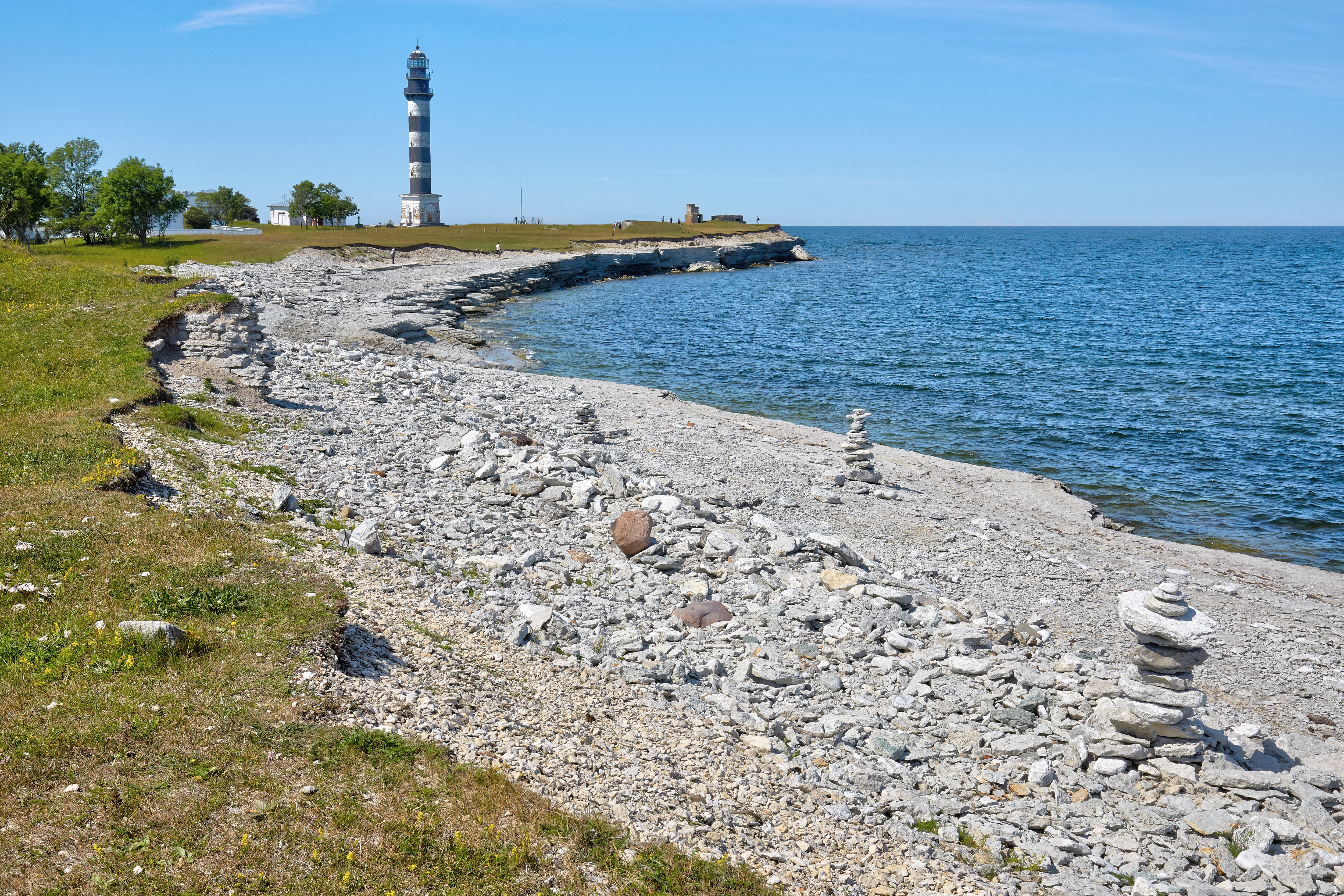
Pobřeží s majákem
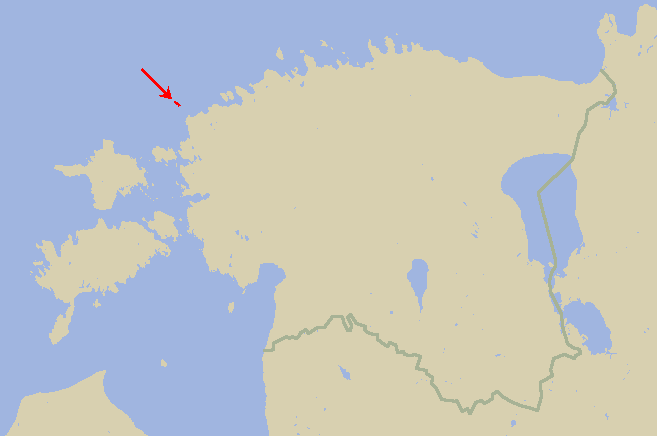
Ostrov Osmussaar